# تپه اکبرآباد ۳
تپه اکبرآباد ۳ مربوط به سده‌های ۹ تا ۱۱ ه.ق است و در شهرستان زابل، بخش میانکنگی، دهستان قرقری، ۱۲۰۰ متری غرب روستای اکبرآباد واقع شده و این اثر در تاریخ ۲۸ شهریور ۱۳۸۶ با شمارهٔ ثبت ۱۹۶۵۶ به‌عنوان یکی از آثار ملی ایران به ثبت رسیده است.